# George Grenfell
George Grenfell (Sancreed, Cornualles, 21 de agosto de 1849 - Basoko, República Democrática del Congo, 1 de julio de 1906) fue un misionero y explorador británico.

## Biografía

### Primeros años
Grenfell, de una familia de tradición anglicana, se convirtió a la religión bautista en noviembre de 1864. Inspirado por el ejemplo de David Livingstone, en 1874 solicitó a la Sociedad Misionera Bautista ser enviado al África.
Se casó con Mary Hawkes, que murió en enero de 1877, después de dar a luz a un niño muerto. En 1878, se casó con Rose Edgerley, su ama de llaves jamaicana.

### Misión en Camerún
Llegó a Camerún en diciembre de 1874 y trabajó junto al también misionero Alfred Saker en la ciudad de Duala. Su grupo, influenciado por el ideal de Livingstone, quería crear una comunidad cristiana económicamente independiente. Conoció a Joseph Jackson Fuller y Francis Pinnock, dos antiguos esclavos jamaicanos que querían llevar el evangelio a su antigua patria. Más tarde, Jean Pinnock, hijo de Francis, se convertiría en un fiel compañero durante sus misiones en el Congo.
En 1878, Grenfell realizó un estudio topográfico y un mapa de las laderas meridionales de las montañas de Camerún. Ese mismo año remontó los ríos cameruneses de Yabiang, Wouri, Lungasi y Sanaga. Después de sus exploraciones, envió un informe detallado de sus viajes a la Royal Geographical Society.
Se preocupó por encontrar la mejor ruta hacia el interior que permitiera establecer contacto con las sociedades africanas tradicionales que aún no habían sido tocadas por la influencia europea.

### Misión en el Congo

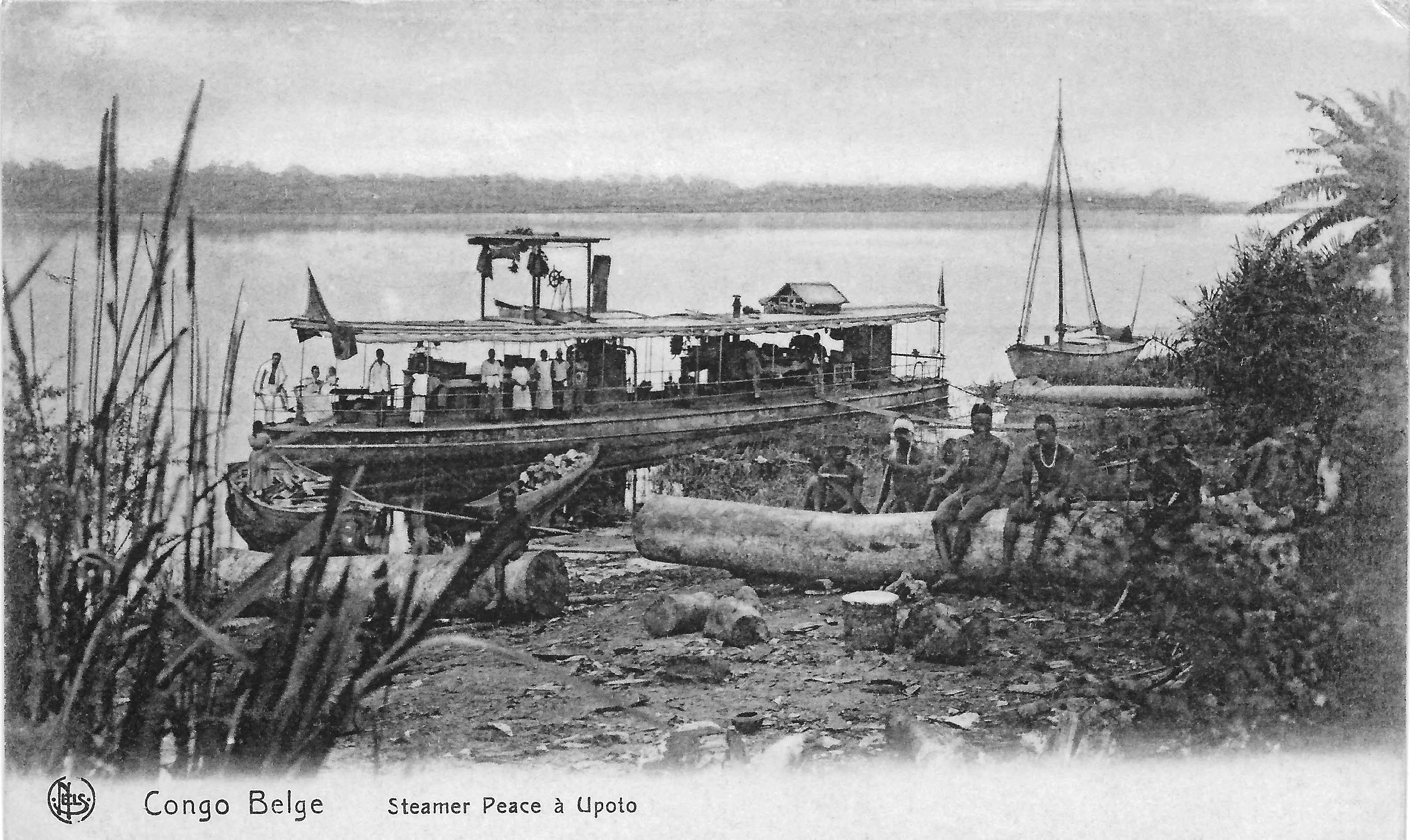
El vapor Peace en Upoto

En 1877, con Thomas Comber, comenzó una serie de viajes al interior del Congo partiendo desde Duala. En noviembre de 1880 visitó Fernando Poo, y en diciembre, partió en misión al Congo. Entre 1884 y 1886, recorriendo más de 20 000 km, exploró la red fluvial y los afluentes del río Congo a bordo de su pequeño vapor Peace, navegando por los ríos Oubangi, Mongala, Itimbiri, Lomami, Kasaï y Kwango. 
Publicó el primer mapa hidrográfico de África Central. Los descubrimientos de Grenfell prestaron un gran servicio al Estado Libre del Congo, demostrando que desde el río Congo era posible acceder a una gran cuenca fluvial hacia el lago Tanganica.
En 1892, la Sociedad Misionera Protestante había crecido considerablemente bajo el liderazgo de Grenfell. De mayo de 1892 a junio de 1893, el rey Leopoldo II le nombró comisario real para demarcar la frontera en la región de Lunda con la Angola portuguesa. En 1896, formó parte de una comisión creada por el Estado Libre del Congo y compuesta por misioneros católicos y protestantes, cuyo objetivo era informar a las autoridades de los casos de violencia cometidos contra los nativos, sugerir medidas para mejorar su condición material y moral y acabar con el canibalismo. 
En julio de 1906 murió en Basoko a causa de un ataque de hematuria. Su extensa investigación geográfica fue publicada por la Royal Geographical Society. El Museo Real de África Central conserva algunos de los instrumentos que permitieron al geógrafo-misionero realizar investigaciones científicas en el Congo Belga.